# کیکه آلوارز
کیکه آلوارز (انگلیسی: Quique Álvarez؛ زادهٔ ۲۰ ژوئیهٔ ۱۹۷۵) بازیکن بازنشسته فوتبال اهل اسپانیا است که به عنوان مدافع میانی بازی می‌کرد و در حال حاضر کمک مربی دپورتیوو آلاوس است. در طول ۱۶ سال دوران حرفه‌ای، او در ۳۶۹ بازی وارد زمین شد که ۲۰۰ بازی در لالیگا بود.
وی همچنین در تیم‌های ملی فوتبال زیر ۲۱ سال اسپانیا و زیر ۲۳ سال اسپانیا بازی کرده‌است.